# 武垣城址
武垣城址，位于中国河北省沧州市肃宁县城东南，为沧州市的一个全国重点文物保护单位，类型为古遗址，公布时间为2013年5月。
武垣城址的历史年代为汉代。